# Toxoplazmózis
A toxoplazmózis (toxoplasmosis) egy parazita-fertőzés, amit a Toxoplasma gondii nevű Alveolata-faj okoz. 
Az élősködő az állandó testhőmérsékletű állatokat (madarak, emlősök) fertőzi, többek között az embert. A protozoon végső gazdája a macska, illetve macskafélék, a közti gazda az ember, egyéb emlősállatok, illetve a madarak.
Az állatok fertőzött húst fogyasztva, vagy a macska ürülékével érintkezve fertőződnek meg. 
A betegség anyáról magzatra is terjedhet. Embernél a fő fertőző forrás a rosszul átsütött húsok fogyasztása. 
A betegség általában enyhe formában jelentkezik.
A világ népességének kb. egyharmada fertőzött valamilyen formában Toxoplasmával. Az amerikai CDC 1988 és 1994 között készített felmérése szerint az USA lakosságának 22,5%
szeropozitív, a szülőképes korú (15-44 éves) nők 15%-a. 
Az első néhány héten enyhe influenzaszerű tünetei vannak vagy tünetmentes.
Ezután az élősködő általában nem okoz tünetet egészséges felnőttekben.
Gyenge immunrendszerű egyénekben (pl. HIV fertőzöttek) azonban a betegség végzetes lehet.
A parazita agyvelőgyulladást (encephalitis) és neurológiai betegségeket okozhat, és károsíthatja a szívet, a májat és szemet is (chorioretinitis).

## Emberi fertőzések
Emberben e fertőzés nagyon gyakori, de általában tünetmentes, vagy csak enyhe, influenza-szerű tünetekkel jár. Ugyanakkor felmerült a gyanú, hogy szerepe lehet néhány gyakori pszichés betegség, mint például a skizofrénia és a depresszió kialakulásában. Néhány esetben azonban veszélyes, akut fertőzést okozhat. Így például tragikus következményekkel jár a magzat számára, ha egy korábban nem fertőződött nő éppen terhessége korai szakaszában esik át élete első fertőzésén. Az első fertőzés kiváltotta különösen heves immunválasz ugyanis a magzatot is károsítja. A toxoplazmózis AIDS betegek számára is halálos lehet.

## Magatartás-módosító hatás
E kórokozó híres arról, hogy módosítani képes a megfertőzött egerek és patkányok magatartását. E rágcsálók nappal is aktívakká válnak, rejtőzködésük és félelmük csökken, vegsősoron megnövelik a macska áldozatául esés valószínűségét.
Cseh kutatók szerint a fertőzés az emberi magatartást is módosítja. Az ember személyiségében okozott enyhe, de mérhető változások a férfiakban és a nőkben eltérőek. A fertőzött férfiak hajlamosak túlbecsülni saját szociális rangjukat, kevésbé hajlamosak a szabályok követésére, és kevésbé kerülik a veszélyt, mint a nem-fertőzött férfiak. A fertőzött férfiak egy részénél az intelligencia is csökken.
A fertőzött nők melegszívűbbek, a társadalmi szabályokat lelkiismeretesebben követik és közvetlenebbek, mint a nem-fertőzött nők. E változások a fertőzéstől eltelt időszak hosszával erősödnek, ezért valószínű, hogy nem az eleve meglévő jellembeli különbségek okozták a fertőzésbeli különbségeket, hanem megfordítva; a fertőzés okozta a személyiségbeli különbségek kialakulását.
A személyiségbeli változások enyhék, de mérhetőek; így például Prágában a közlekedési balesetben elhunyt áldozatok körében a fertőzöttek aránya szignifikánsan nagyobb, mint a népesség egészében.

## Hatás az utódok nemére
2007-ben ugyanez a cseh kutatócsoport felismerte, hogy az anya Toxoplasma-fertőzés jelentős hatással van a születendő gyermekek nemére. A fertőzést az immunológiai ellenanyagok vérbeli mennyiségével jellemezve azt találták, hogy:
- 1. viszonylag alacsony ellenanyagszint mellett a fiúszülés esélye kisebb (kb. 0,4), mint a nem-fertőzött anyák esetében (kb. 0,55);
- 2. viszonylag magas ellenanyagszint mellett a fiúszülés esélye magasabb (kb. 0,7), mint a nem-fertőzött anyák esetében.

A fertőzés kísérleti egerekben is hasonló hatást mutatott az utódok ivararányára. Az egerekben a régi fertőzések (valószínűleg ez felel meg az emberben mért alacsony ellenanyag-szinteknek) csökkentik, a friss fertőzések viszont növelik a hím utódok arányát.